# Pupinův most
Pupinův most (srbsky Пупинов мост) je silniční most o délce 730 m, který překonává evropský veletok Dunaj severně od Bělehradu mezi jeho místními částmi Zemun a Borča. Je to druhý dunajský most ve městě po Pančevském mostě, který byl poprvé postaven v roce 1935 a leží asi 10 kilometrů po proudu.
Je pojmenován po Mihajlu Pupinovi, americkém fyzikovi a spisovateli srbského původu, který se narodil ve vesnici ležící několik kilometrů severně od mostu. Mezi srbskou veřejností byl ale neformálně označován jako kineski most, tj. čínský most.
Stavba je celkem 1507 metrů dlouhá, včetně opěr a předmostí na levém, severním břehu.
Městský dálniční most má v každém směru tři jízdní pruhy na stavebně oddělených vozovkách, které jsou od cyklostezek a chodníků pro pěší po obou stranách odděleny betonovými svodidly s ocelovým zábradlím. V noci je osvětlen.
Hlavní most je 362 m dlouhý a 29,1 m široký. Byl postaven z předpjatého betonu. Jedná se o jeden z nejnovějších bělehradských mostů. Po dlouhodobých odkladech byl zrealizován nakonec čínskou společností China Road and Bridge Corporation za cenu 170 milionů eur, financovaných z 85 % přes China Exim Bank. Konečné náklady včetně silničních přípojek činily 260 milionů eur. Otevřen byl v roce 2014 za přítomnosti Aleksandra Vučiće.
Most má význam především pro odevedení části tranzitní dopravy z centra Bělehradu a nebo dalších jeho rušných komunikací. Vedena je přes něj tzv. Vnější magistrální tangenta (srbsky Spoljna magistralna tangenta). Může v případě rekonstrukce Pančevského mostu sloužit jako náhradní spojení pro lokality Borča a Ovča a zajištění jejich dopravního spojení s Bělehradem.